# Richard Bassett (politician)
Richard Bassett (n. 2 aprilie 1745 – d. 15 august 1815) a fost unul din părinții fondatori ai Statelor Unite ale Americii, unul din cei 39 de semnatari ai Constituției Statelor Unite ale Americii și guvernator al statului Delaware.

## Prezentare generală
De meserie avocat, originar din Dover, din Comitatul Kent, statul Delaware, Richard Bassett s-a numărat printre veteranii Revoluției americane, delegații Convenției constituționale din anul 1787 și membrii Partidului Federalist.  Ca oficial, Bassett a servit în Delaware General Assembly, adunarea legislativă a statului, iar ulterior ca guvernator al statului său, respectiv ca senator de Delaware în Senatul Statelor Unite ale Americii. 